# 齋藤與一郎

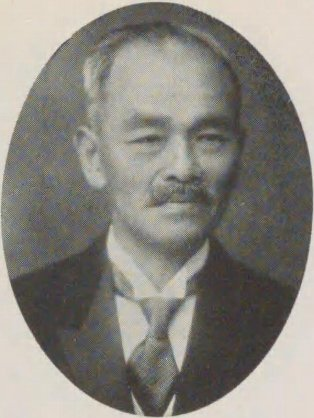
齋藤與一郎

齋藤 與一郎（さいとう よいちろう、1873年（明治6年）10月26日 - 1961年（昭和36年）1月5日）は、日本の医師。北海道函館市長。号・非魚（ひぎょ）。

## 経歴
新潟県西頸城郡東早川村（現在の糸魚川市）出身。齋藤國次郎の長男として生まれる。1885年（明治18年）に函館に渡る。1899年（明治32年）に医術開業免許を取得し、函館病院嘱託や函館伝染病院医長を務めた。1906年（明治39年）からドイツに留学し、ゲッティンゲン大学やヴュルツブルク大学で衛生学を学んだ。1912年（明治45年）に帰国し、函館区医に任命されるとともに、函館伝染病院医長・函館精神病院医長となった。1925年（大正14年）より函館療養所長・柏野病院長（のち柏木病院に改称）・中の橋病院長を務め、1928年（昭和2年）からは函館水質試験所長も兼ねた。
1920年（大正9年）には函館教育会長に就任し、1929年（昭和3年）より函館私立商工実修学校（のち函館市立商工青年学校）校長となった。
1938年（昭和13年）5月、函館市長に選出され、1942年（昭和17年）5月27日まで1期在任し、戦時下の対応に尽力した。
戦後、「翼賛道支部長」のため公職追放となり、その後は函館厚生院理事長、函館商科短期大学学長などを務め、1954年（昭和29年）北海道文化賞を受賞し、1957年（昭和32年）函館市名誉市民となった。

## 著作
- 『非魚放談』幻洋社、1988年（原著1958年）。NDLJP:13211654。 - NHK函館放送局で放送した齋藤出演の郷土史に関する同名番組の書き起こし。